# ブリヂストン・アンカー

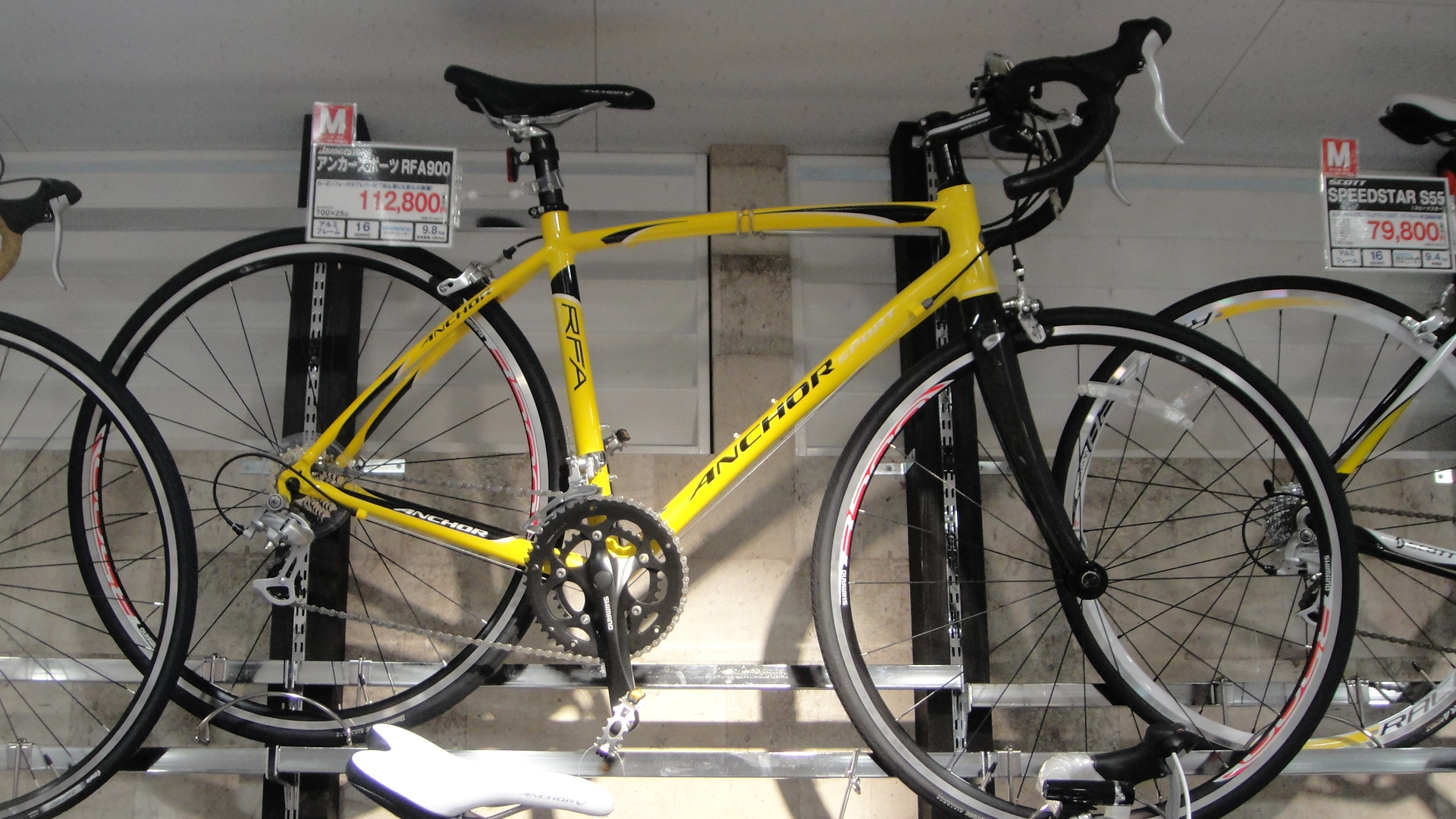
アンカースポーツ RFA900

アンカー (Anchor) は、ブリヂストンサイクルが製造・販売する自転車のブランド名。プロユース及びプロユースに準じたモデルのスポーツサイクルのブランドである。

## 概要
ブリヂストンサイクルが、本格スポーツサイクルとして展開しているブランドであり、勝利を目指すアスリートのため、と謳ったカーボンフレームやアルミフレームのレースモデルの他、バルジ成型やスピニングバテッド加工といったハイテクを駆使したスチールフレーム製法Neo-Cot（ネオコット）によるRNC各モデルや、JUNIORシリーズなど幅広い本格的なモデルを製造・販売している。

## ラインアップ
2017年現在、下記の製品が販売されている。
- ロードバイク - タイムトライアル用のRT、レース向けのRMZおよびRS、ロングライド向けのRL、ネオコット製法で製作するクロモリフレームRNC、エントリーモデルRFAがある。
- MTB - カーボンフレームのXR、アルミフレームのXG、クロモリフレームのXNCがある。
- シクロクロス - ディスクブレーキを採用するCX-Dと、カンチブレーキを採用するCX-Cがある。
- トラックレース - 短距離用のTRと中・長距離用のTMがある。

他に女性用、子供用もラインアップする。
2017年現在、形式名に続く数字はフレームに使用される素材を示す。3・7はクロモリ、6はアルミ、8・9はカーボン。
また、使用するコンポーネントは型式名の後に続く形で無印（デュラエース/XTR）、ELITE（アルテグラ/XT）、EQUIPE（105/DEORE）、SPORTS（ティアグラ/ALTUS）、EX（SORA）と表記される。

## シリーズ化前
2000年代後半までは、タウンユース寄りの「スラッガー」との併売もあったため、モデルの存在のみでシリーズ分けは存在しなかった。
2010年時点でプロユースに区分されるモデルについてはフレーム、フォークセット単体売りもアンカー特約店であればカラーオーダー含め現行車であれば可能であり、プロチーム供給向けのカラーリングパターンの色違いと単色系、ロゴの有無、さらにトップチューブ後端モデルロゴ部のネームオーダーが2004年頃からできるようになった。ダウンヒルバイクに関してはフレーム単体販売とフロントサスペンション付きのみ、トラックはフレーム単体の取り扱いとなり完成車はショップで作成、販売となり、型番末尾に「F」がつく。2003年からのモデルネームの数値は完成車に組み込むシマノのコンポグレード区分となり、フラッグシップモデルのみに与えられる「9」がデュラエース仕様、以下フレーム仕様「8」(2006年から)、「7」がアルテグラ・105仕様、「5」「3」が105・シマノのSTIレバーラインナップ拡充によりSORA、ティアグラ仕様となる。MTBなどではそれぞれXTR、XT、Deoreと区分化されている。
1999年モデル
ロードバイクのフラッグシップであるフルカーボンモデル「ARCP」はこれまでの「レイダック」のフルカーボンモデル「CCIコンポジットフレーム」のティアドロップ（水滴断面）オーバルおよび丸型断面のパイピングから一新。トップチューブとダウンチューブを三角断面として応力への対硬性を高めている、極めてプロ志向の強い面を持つフレームであった。
2003年モデル
モデルネーム変更、フレームラインナップの大幅拡充、カラーオーダーにマジョーラカラーが選択可能となる。
ロードバイクではこれまでのモデルにおいてトップチューブレイアウトがホリゾンタルだったものが大部分スローピングタイプフレーム化され、フルカーボンモデルもこれまでの角張ったパイプ構造とは一新され、「ハイモジュラスカーボン」使用である「RHM」(フレーム単体基準税込価格は199,500円、デュラエース、マヴィック・キシリウムSL組み仕様は525,000円) の登場。
「RHM」は「ARCP」でのプレーンカーボン管から、ハイモジュラスカーボン化され、軽さと硬性の両立化と相成った。ヘッド周りのパイピング形状も「レイダック」の時のCCIコンポジットよりもすっきりした印象を持ち、後述する「RCS」のパイピング形状配置と同一の物になった。ダウンステー部は角型断面。
トリプルヒーテッドバテッドチューブであるデダチャイ7003FORCEチューブセットを使用した主にトップ、ダウンチューブがティアドロップ形状のアルミカーボンハイブリッドである「RCS」は2002年のアルミモデルと比べてMTBばりのコラム径の拡大化（1'1/8径アヘッド）によりコラム周りの剛性が強化。まだこの頃はアルミコラムのカーボンフォークが純正フォークとなっており、乗り味としてはパーツチョイスさえ良ければペダリング応力すらもしっかりと受け止めるがっしりとした乗り味であり、脚力とスタミナさえあれば上級コンポとホイールの組み合わせ次第で相当の潜在性をもつ。準レーシング仕様としては当時のトレンドを日本メーカーとしてはいち早く取り入れた存在でもあり、アンカーチーム内でもレースによってカーボンフレームと「RCS」フレームを使い分けていた。
それまで継続されていたモデルもモデルネームの変更に至る。オールアルミである「RA」、バテッドチューブのネオコットフレームでホリゾナルレイアウトであるピスト車含むクロモリバイクなどによる。以後、数年間はカラーリングとフォーク仕様によるチョイスシステムなどの追加、変更を受けるようになるまでフラッグシップモデルとの併売となる。
MTBモデルはアルミハイブリッドモデルである「XCS」（フレーム単体基準税込価格は99,750円、完成車基準税込価格は441,000円）、ダウンヒルバイクである「DH」シリーズ（フレーム単体サスペンションなし基準税込価格は336,000円、フレーム単体サスペンション付き基準税込価格は546,000円）とプロユース～スポーツユースと幅広い取り扱いとなっていた。
2004年モデル
ロードバイク「RHM」フレーム価格変更（フレーム単体基準税込価格は210,000円、デュラエース仕様は525,000円）。「RCS」のヘッドチューブ径外観が細くなりすっきりとしたスタイリングとなり、トップチューブの形状、フレームディメンションが多少変更される。
2006年モデル
ロードバイク、MTB完成車のホイールラインナップによりさらなる棲み分けがなされる。ロードバイクの一例としてマヴィック・キシリウムSL組みは「Pro」、アクシウム組みは「Equipe」、キシリウムエリート組みは「Elite」となっている。
この代から、なで肩形状のオリジナルフルカーボンフォークが登場。ラインナップに快適性重視のフルカーボンバイク「RFX」が加わる。「RCS」においてはさらに改良が加えられ、シートステーにデダチャイ・ファイヤーテール、チェンステーにファイヤーボックスが奢られ、BB周りの剛性アップと軽量化を図っており、Fメカワイヤがステーを貫通する作りとなっている。乗り味重視の仕上がりとなり、ほぼニュートラル傾向のバイクとなる。

## アンカープロ
主に中、上級者～選手であるアスリートレベル向けラインナップの振分けを明確化し、これまでの上と中の用途レンジの繋ぎを持たせたシリーズ。
完成車のチョイスシステムもブリヂストンブランドのタイヤ「エクステンザ」の登場により細かい設定が可能となった。
2009年モデル
ロードバイクでは「RFX」シリーズのデザイン改訂。2008年モデルまでのカーボンバイク素材であるハイモジュラスカーボンを更に進化させた「3ピースハイモジュラスカーボン」による剛性、しなやかさの両立、更にトップレンジモデルの証であるヘッドチューブ周りの意匠の「ドラゴンクローデザイン」が奢られ、BBのダウンチューブ接合位置がオフセットされ、長距離エンデューロやロングライドでの快適性に振られており、コントロール性においてはニュートラルで安定感がある。フレームサイズ最大510（トップ536mm）まで。

## アンカースポーツ
街乗りが重視されているシリーズ。
このモデルはトップチューブが短めにヘッドチューブが長めに設定されており、比較的アップライトなポジションで乗ることができる。
アンカー特約店以外でも購入が可能。
2014年現在、以前は別に存在したウェブサイトをアンカーに統合するなど、統合が進められている模様である。

### 歴史
2009年モデル
ロードバイクタイプの「RA900」「RA700」、フラットバーロードタイプの「CA900」「CA700」、クロモリフレームの「CX900」「CX500」、MTBタイプの「FR900」「FR700」と、全8タイプがラインアップされていた。
2010年モデル
2009年のラインアップの一部を名称変更。更に、ロードバイクタイプに「RA1000」が追加された。
2011年モデル
ロードバイクタイプに、新開発フレームを採用した「RFA」が追加。

## UTILITY
2010年モデルから2013年モデルまで存在したシリーズ。2014年モデルは発表されずローエンドモデルのRA3 EXなどとしてメインのシリーズに吸収された模様。
ロードバイクタイプの「R9」「R7」、フラットバーロードタイプの「F9」「F7」「F5」、クロモリフレームの「C9」「C5」、MTBタイプの「X9」と、全8タイプがラインアップされている。
アンカー特約店でのみ、購入が可能。

## TRACK
トラック競技用のシリーズ。このうち「TR9」「PHM9M」「PHM9S」はNJS認定を受けており、競輪(ガールズケイリン等)で使用することが可能となっている

。
(ただし、認定品を購入するには別途問い合わせが必要

。)

## キャッチコピー
- 進化のその先に (2006年RCS7)
- 勝利のために、性能は進化する (2007年RHM9Pro、XHM9Pro)
- ANCHOR THE BRAVE (2012年モデル)

アンカー・プロ
- すべては、日本のライダーのために。
- 革新は伝統から生まれる (2009年RHM9 Pro)
- 極上快適レーサー (2009年RFX8シリーズ)
- 色も性能のひとつ (2010年カラーオーダー)

アンカースポーツ
- 普段着感覚で楽しめる高性能（2009年モデル）
- Physical Bicycling（2010年モデル）
- SPORT BIKES FOR FITNESS ペダルを踏むほどにカラダとココロが生まれ変わる（2011年モデル）